# Lista de personagens de Sítio do Picapau Amarelo
Esta é uma lista de personagens da franquia Sítio do Picapau Amarelo.

## Personagens primários
- Emília: é a melhor amiga de Narizinho. Boneca falante é a irreverência em pessoa. Está sempre tendo ideias, é crítica, tagarela e mandona, com um gênio para lá de forte que causa as maiores confusões.
- Pedrinho: primo de Narizinho e neto de Dona Benta, vive na cidade. É corajoso, esperto, sempre tem espírito de líder e sempre valente! Gosta de passar suas férias no Sítio e sempre fica triste quando elas chegam ao fim. Seu nome completo é Pedro Encerrabodes de Oliveira.
- Narizinho: prima de Pedrinho e neta de Dona Benta. É muito bondosa e não gosta de que maltratem os animais, é chamada de Narizinho por causa do seu nariz arrebitado. Seu nome completo é Lúcia Encerrabodes de Oliveira.
- Visconde de Sabugosa: o sabugo de milho é o cientista super sábio do Sítio. Erudito e atrapalhado, vive na biblioteca entre os livros, pesquisando e estudando sobre vários assuntos ou então fica em seu laboratório, localizado no porão da casa de Dona Benta, onde dá margem à sua criatividade para construir invenções.
- Dona Benta: avó de Pedrinho e Narizinho, é dona do Sítio do Pica-pau Amarelo. Contando histórias e estimulando a criatividade e imaginação das crianças, Dona Benta alimenta a curiosidade de seus netos e da boneca Emília.
- Tia Nastácia: cozinheira de mão cheia, muito simpática e sempre assustada. Além de alimentar a turma do Sítio com suas gostosuras, ela gosta do Tio Barnabé.
- Cuca: má, perversa e ruim. É uma bruxa com cara e corpo de jacaré. Cuca vive em sua caverna, criando poções e planejando como invadir o Sítio. Faz questão de ser a criatura mais maléfica das redondezas e não aceita que outros(as) bruxos(as) se aproximem de seu território.

## Personagens secundários
- Zé Carneiro: o caipira era empregado do Coronel Teodorico, mas passou a trabalhar no Sítio do Picapau Amarelo, como faz-tudo. É atrapalhado, medroso e as vezes adora fazer corpo mole no serviço. Dorme no celeiro. Está sempre de prosa com Tio Barnabé e Malasartes/Garnizé, seus melhores amigos.
- Malasartes ou Garnizé: um dos empregados de Dona Benta. Divide o celeiro com Zé Carneiro, seu melhor amigo com quem está sempre brigando. Gosta de se achar mais esperto que Zé Carneiro, mas no fundo é tão atrapalhado quanto ele. Sabe tocar viola e o seu sonho era achar bom um negócio, que o tornasse rico.
- Marquês de Rabicó: comilão de marca maior. Rabicó é o animal de estimação da Narizinho. Leitão guloso e covarde, ele está sempre atrás de comida, mas morre de medo da Tia Nastácia, que não vê a hora de colocá-lo na panela.
- Conselheiro ou Burro Falante: de burro não tem nada. Por estar sempre dando bons conselhos, recebeu de Emília o nome de "Conselheiro". Extremamente educado e inteligente, gosta de ficar no quintal conversando com Quindim. Vive as aventuras ao lado de Pedrinho, Emília e Narizinho. Na versão de 2001, ele apareceu pela primeira vez no episódio "Viagem ao País das Fábulas", embora tenha aparecido na abertura do primeiro episódio "Reino das Águas Claras", até o episódio "Reinações de Narizinho".
- Quindim: é um rinoceronte que fugiu do circo onde trabalhava e acabou indo parar no Sítio. Muito simpático, como o próprio nome diz é um doce de criatura e foi eleito por Emília para ser "tomador de conta do Sítio", por causa de seu enorme tamanho. Na versão de 2001, ele apareceu pela primeira vez no terceiro episódio "Caçadas de Pedrinho". Apesar dele ter somente aparecido na abertura nos dois primeiros episódios "Reino das Águas Claras" e  "O Saci".
- Coronel Teodorico: é o coronel do Arraial dos Tucanos, e compadre de Dona Benta. Ele tem dois netos que adora: Angico e Zequinha. Vive fugindo da Dona Joaninha, que é loucamente apaixonada por ele.
- Candoca: é a Filha mais nova do Coronel Teodorico. Egocêntrica e patricinha, ela gosta sempre de brigar com o pai. Mora na capital e odeia roça.
- Elias Turco: dono da venda do Arraial dos Tucanos. Costumava sempre aumentar o preço de suas mercadorias, o que fazia a Tia Nastácia sempre se irritar com ele. Está sempre envolvido em confusões, principalmente depois que pegou gosto pela política. Adora irritar o Coronel Teodorico.
- Iara: é a Mãe D'água, uma espécie de sereia protetora do riacho. Muito vaidosa, não aceita que ninguém de beleza superior ronde seu território. Tem mania de transformar homens em pedra, para enfeitar seu habitat.
- Pesadelo: um monstro corcunda e com os dentes para fora e unhas grandes, ele é o ajudante (ou seja, "atrapalhante") da Cuca. Ele apareceu em 2002, e se juntou a ela em 2003 e, desde então, ele sempre acompanha a bruxa em suas maldades, mas acaba quase sempre pondo tudo a perder. Em 2005 a Cuca o demitiu e o expulsou de sua caverna, sem lugar para onde morar, ele chegou até a ficar amigo do pessoal do Sítio e pedi-los para deixarem ele morar lá, eles deixaram e ele ficou morando dentro do poço d'água do Sítio, mas depois quando a Cuca aceitou ele de volta (porque ela precisava de alguém para coçar suas costas), ele voltou a ser inimigo do pessoal do Sítio.
- Príncipe Escamado: o príncipe do Reino das Águas Claras, ele é um peixe e quase se casou com Narizinho mas, no meio da cerimônia, Rabicó comeu a rosquinha que lhe serviria de coroa.
- Doutor Caramujo: o médico do Reino das Águas Claras, ele é um caramujo. Tem várias pílulas em sua valise de médico que curam qualquer doença. Foi ele quem fez Emília falar, dando a ela a Pílula Falante.
- Major Agarra e Não Larga Mais: um sapão rajado que toma conta do portão do Reino das Águas Claras, mas sempre acaba dormindo em serviço.
- Dona Aranha: a costureira do Reino das Águas Claras, ela é uma aranha. Foi ela quem fez o vestido de casamento de Narizinho e que também fez os vestidos para o casamento de algumas princesas dos contos de fadas. Em 2005, ela fez os novos vestidos da Emília, que ela havia lhe encomendado. Ela foi amaldiçoada para não mudar de profissão.
- Saci: é uma das figuras mais famosas do folclore brasileiro. Tem uma perna só e pita um cachimbo de barro. Ele usa um gorro vermelho e vive azucrinando a vida de todos no Sítio. Ficou amigo de Pedrinho quando o mesmo o libertou de uma garrafa na floresta da Cuca.
- Tio Barnabé: humilde e boa gente, toma conta do Sítio. É um velho que sabe de todos os mistérios do mato. Cuida das galinhas e da Vaca Mocha. Está sempre fumando um cachimbo, que o Saci adora esconder. Tem uma queda secreta pela Tia Nastácia.

### Recorrentes
- Dona Carochinha: uma barata cascuda e rabugenta, que é a guardiã dos personagens das histórias infantis, mas os seus personagens vivem fugindo dela porque já estão cansados de suas histórias "emboloradas". Em 2003 vira pó já que Emília jogou nela inseticida e em 2005 aparece novamente.
- Besouros Casca e Cascadura: eles são os besouros espiões da Emília, que obedecem todas as ordens da bonequinha, e sempre a mantém informada de tudo o que acontece no Sítio.  Em 2007, passam a se chamar Casca e Cascudo, e ambos interpretados pelo mesmo ator, Pablo Sanábio.
- Peter Pan: é um jovem que veio da Terra do Nunca. Ele jamais gostaria de crescer.
- Faz de Conta: Boneco de madeira construído por Tia Nastácia á pedido das crianças do Sítio que pensavam em fazer o "irmão do Pinóquio". Para desgosto de todos, faz de conta saiu com a aparência extremamente feia, sofrendo muito por isso. Entretanto o boneco mostrava possuir grande bondade e valentia.
- Cléo: era locutora de um programa na rádio. Fugiu e foi pro Sítio de Dona Benta, por causa das maldades de sua madrasta. Sofre com a morte dos pais. Só apareceu em 2005.
- Meioameio: potrinho de centauro que foi capturado por Hércules em "Os doze trabalhos de Hércules". Acabou tornando-se amigo do herói grego e de Émilia, Pedrinho e Visconde que o levaram depois para morar no Sítio de Dona Benta.
- Antonica: ela é a mãe de Pedrinho, tia de Narizinho e filha de Dona Benta. Ela é uma professora e em 2005 deu aula para Pedrinho e Narizinho na escola do Arraial dos Tucanos. Também em 2005 ela sofreu muito por uma separação com o marido Nestor, apesar que ela seja muito bonita.
- Morcego Espião: é o espião da Cuca. Apareceu em 2002.
- João da Luz: menino pobre e órfão que se apaixonou por Cléo e ficou com ela. A Cuca o enfeitiçou com o encanto do lobisomem, mas no final se salvou. Apareceu somente em 2005.
- Vidro Azul: como o próprio nome diz, era uma garrafa de vidro só que falante. Foi usado como o representante do Marquês de Rabicó em seu noivado com a boneca Émilia, justamente porque ao contrário do marquês, o vidro era educado e bom com as palavras.
- Nestor: ele é o marido de Antonica e pai de Pedrinho. Em 2005, ele ficou desempregado e teve uma crise com a esposa, o que levou a separação dos dois.
- Patty Pop: boneca de plástico que Narizinho ganhou de presente do Coronel Teodorico em 2005. No começo ela só falava quando lhe puxavam uma cordinha nas costas, porém Emília, com ciúmes do apego de Narizinho à nova boneca, arrancou-lhe a cordinha. Narizinho até pediu ao Visconde que a consertasse, porém, enquanto ele foi buscar uma chave de fenda para consertá-la, Emília tirou o seu dispositivo falante e jogou na lata de lixo. Então Rabicó foi fuçar o lixo e o engoliu. O porquinho começou a falar igual à boneca, mas quando conseguiu cuspi-lo, já não tinha mais conserto. Narizinho então decidiu levar Patty ao Doutor Caramujo, para que ele lhe desse uma Pílula Falante, que nem ele fez com Emília. Deste dia em diante, Patty Pop começou a falar, está sempre preocupada com sua aparência, vive discutindo com Emília e sempre diz: "Narizinho, olha ela!" com Emília pois elas brigam demais. Ela é chamada de "Pata Choca" por Emília. Embora sempre discutisse com Emília, Patty chegou a salvá-la das garras da Cuca. A personagem permaneceu na série apenas um ano.
- Flora Caipora: protetora das matas que só apareceu em 2006.
- Pepe Curupira: amigo de Flora Caipora em 2006.
- Miss Sardine: linda sardinha que resolve se mudar para o riacho, torna-se vizinha da Iara, com quem disputa tudo, desde um raio de sol até o amor de um Boto. Vaidosa como a Iara, considera-se a criatura mais bonita da mata (isso em 2005). Em 2001, ela foi acidentalmente fritada por Tia Nastácia.
- Tambelina: também conhecida como "Polegarina", "Polegarzinha" ou "Thumbelina", ela é uma personagem dos contos de Hans Christian Andersen, mas foi usada na temporada 2005 como uma personagem fixa do Sítio do Picapau Amarelo, sendo incluída até mesmo na abertura do programa naquele ano, onde aparecia saindo voando de uma casa de joão de barro. Tambelina é uma pequena fada, na história de 2005 ela era a namorada do Pequeno Polegar, e os dois iriam se casar no "País das Fábulas", mas ela teve que fugir e se esconder no Sítio, por que a Dona Carochinha queria obrigá-la a se casar com outro personagem: o ogro Fredegundo.
- Francisco Encerrabodes: é o falecido marido de Dona Benta, avô de Narizinho e Pedrinho. Ele nunca apareceu, embora que Dona Benta só o citava desde 2001, mas em 2007, ganhou destaque com o seu quadro na sala, que só apareceu no episódio O Saci contra ataca.
- Libério: era o cabeleireiro e barbeiro do Arraial em 2007. Vivia em conflito com Seu Elias por causa do amor de Dona Carmela, nas no final, se perdoaram.
- Dona Carmela: era uma mulher espanhola que se mudou para o Arraial no Brasil. Virava a mula-sem-cabeça até o episódio As invenções do Visconde, quando Tio Barnabé lhe tirou o encanto. Era dona de uma pensão e no final, se casou com o Conde de Tremembé e voltou para a Espanha com ele.
- Da Graça: era funcionária da venda do Elias em 2007.
- Arlindo Orlando: era locutor da rádio do Arraial, Roda Roça, em 2007. Ficou até o episódio A Nova Reforma da Natureza, pois o ator que o interpretava, Eri Johnson, estava saindo do programa para ir a novela Duas Caras, e a desculpa dada foi que ele estava indo embora do Arraial.
- Ching Ling: era um chinês que foi morar no Arraial a partir do episódio As invenções do Visconde, em 2007. A Iara se apaixonou por ele, mas ele amava de verdade Da Graça.
- Barão de Tremembé: um farsante que apareceu no Arraial para arrancar dinheiro dos outros. Desde o início da temporada de 2007 ele armou e se passou por várias pessoas: Camilo Cascalho, Ed Edson, Príncipe Codadade e Tio Ângelo, mas no final sempre se dava mal. Conheceu a Cuca durante o golpe do Tio Ângelo e ela pediu para que raptasse o anjinho que reapareceu no sítio no episódio O Anjinho da Asa Quebrada,mas não conseguiu, e ela descobriu o seu maior medo: sua prima Cassandra, e fez ela aparecer no Arraial. No final, ele revelou que era um farsante, mas foi perdoado por salvar Dona Benta do golpe de Cassandra que o obrigou a fazer, e passou a ser amigo de Dona Benta.
- Minerva: era a assistente do Barão, mas quando Cassandra chegou, ela o deixou e foi para o lado do bem e se casou com Lupicínio, delegado da cidade, na qual era apaixonada e ele também era.
- Cassandra: prima do Barão, que apareceu no arraial por causa da Cuca, que descobriu que era ela o pior medo do Barão. Ela atrapalhou todos os planos dele e o forçou à dar um golpe em Dona Benta, mas ele se salvou dela quando ele se revelou, e a Cassandra fugiu.
- Delegado Lupinício: era o delegado da cidade em 2007. Era o lobisomem e seu encanto foi tirado depois de receber uma bala do personagem Bala de Prata, que apareceu para caçar o lobisomem. Depois disso, casou-se com Minerva, no qual era apaixonado.
- Dona Miúda: era a mãe de Lupicínio e nunca deixou que ele se apaixonasse por Minerva, mas no final, ela finge de ter deixando ele se casar.
- Tutu Marambá: um monstro do folclore, rival de Cuca, era o Rei das coisas feias, mas no final, perdeu seu posto para o Saci. Só apareceu em 2007.
- Caipora: protetor do Capoeirão dos Tucanos, que só apareceu em 2003 e 2007.
- Padre Benedito: era o padre da cidade em 2007, também amigo de Dona Benta. Dona Carmela tinha uma paixão por ele, e por isso se transformou na mula-sem-cabeça, mas no final desistiu dele, com medo da maldição, e ficou com o Conde de Tremembé.
- Vitória Régia: ela apareceu no sítio, ao final da temporada de 2006. Ela passou só alguns episódios como a prima da Iara que veio da Amazônia.

### Participação
- Pequeno Polegar: amigo do pessoal do sítio. Sempre foge da Dona Carochinha para não voltar ao livro.
- Gato Contador de Histórias: ele é um gato malandro, que fala com um sotaque carioca. Aparece no episódio "Reinações de Narizinho", e engana o pessoal do Sítio, contando várias histórias falsas, e dizendo ser parente de um gato que navegou na caravela de Cristóvão Colombo, tudo apenas para roubar as galinhas. Quando encontra Narizinho pela primeira vez, ele finge ser um personagem de conto de fadas, mas não deixa claro para ela se é o "Gato de Botas" ou o "Gato de Cheshire" de "Alice no País das Maravilhas" (na história original do livro de Monteiro Lobato, ele se passa por Gato Félix).[1][2]
- Branca de Neve: a personagem de um dos famosos contos de fadas. Em 2001, ela sofre com a traição do seu príncipe, e depois ela acaba se apaixonando pelo Príncipe Codadade. Em 2007, ela é traída pelo seu príncipe, fazendo ela se apaixonar por outro príncipe.
- Cinderela: uma das mais conhecidas princesas dos contos de fada. Ela aparece em Festa do Faz-de-conta, em 2001.
- Sete Anões: anões que acolheram Branca de Neve, na casa deles. Sempre que ela vem ao sítio, eles a acompanham.
- Príncipe da Branca de Neve: ele é o príncipe da Branca de neve. Ele troca a Branca de neve por outra mulher, deixando a mesma melancólica.
- Príncipe Codadade: é o príncipe das 1001 Noites, ele se casou com a Branca de Neve.
- Chapeuzinho Vermelho: a mais conhecida dos contos de fadas. Ela é sempre perseguida pelo Lobo Mau.
- Anjinho: era um anjinho que quebrou a asa e caiu num asteroide no episódio Viagem ao Céu. Narizinho, Emília e o Burro Conselheiro o encontraram e o levaram para o Sítio. Emília queria cortar a outra asa para que ele ficasse, pois gostou muito dele, mas ele logo se recuperou da asa e voou de volta ao céu. O Anjinho reapareceu nos episódios Memórias de Emíliade 2001 e em O Anjinho da Asa Quebrada de 2007, onde novamente quebrou a asa e no final, se recuperou e passou a ser o anjo da guarda de Emília. Em 2001, lhe deram o nome de "Flor nas Alturas" e em 2007, de "Aleluia".
- Hércules: o filho de Zeus e o homem mais forte da Grécia, mas com o bom coração. Ele é ajudado pela turma do sítio para realizar seus doze trabalhos encomendados pela deusa Hera. Apareceu somente em "Os XII Trabalhos de Hércules".
- Atena: Deusa da sabedoria e filha de Zeus. Ela ajuda ao Hércules e a cambada do sítio para realizar os doze trabalhos.
- Gato de Botas: um gato que apareceu somente em "Histórias Diversas".
- Don Ratão: um rato que é apaixonado pela Dona Baratinha. Ele é quase comido pelo Gato de Botas. Apareceu em "Histórias Diversas".
- Dona Baratinha: uma barata que está apaixonada pelo Don Ratão. Apareceu em "Histórias Diversas".
- Visclone: clone do Visconde. Diferente do Visconde original, Visclone não é inteligente. Apareceu em 2001.
- Hans Staden: Hans Staden foi um alemão. Ele desembarcou no Brasil, e quase foi devorado pelos índios tupinambás, mas os convenceu à não devorá-lo. Ele se apaixonou pela índia Cacuía. No final, foi resgatado, e regressou á Alemanha. Apareceu em 2001, no episódio "As Aventuras de Hans Staden".
- Santos Dumont: o famoso inventor brasileiro. Ele já inventou o 14-Bis e já ouvia falar de Leonardo da Vinci. Apareceu somente em História das Invenções.
- Leonardo da Vinci: o famoso pintor e inventor italiano. Ele é conhecido pela sua famosa obra, "Mona Lisa". Apareceu somente em História das Invenções.
- Barão de Munchausen: é o barão caçador. Apareceu nos episódios "No País das Fábulas" e "As Caçadas de Barão de Munchausen"
- Peninha, o menino bruxo: é um jovem bruxo com a habilidade de ficar invisível ao girar seu boné três vezes. Como ele está estudando na escola de bruxarias, seus feitiços sempre saem errados.
- Peninha, o menino invisível: é um menino invisível Emília colocou esse nome nele já que para poder vê-lo amarrou uma pena na sua cabeça a turma desconfia que seja Peter Pan. Só apareceu em Viagem ao País das Fábulas.
- Lua Cheia: filha da presidente da Convenção de Bruxas. Diferente da mãe, Lua Cheia é uma bruxinha de bom coração.
- Itamar: um jovem que se transforma em lobisomem nas noites de lua cheia. Ele ama Tonica Ventania.
- Tonica Ventania: filha do líder dos cangaceiros. Ela briga com Candoca pelo seu amado Itamar.
- Trovoada: líder dos cangaceiros e pai de Tonica. Ele não consegue enxergar sem seus óculos.

## Antagonistas
- Don Miguelito Rodrigues: dono do Gran Circo Miguelito. Ele é um homem muito idoso, mesmo assim é ganancioso e aproveitador, ele maltratava o Quindim no circo. No final, descobriram que seus documentos da certidão de nascimento do Quindim eram falsos, e ele foi processado. Apareceu no episódio "Caçadas de Pedrinho", em 2001.
- Simão XIV (Rei Simão Banana): um grande macaco que é o líder de Macacolândia, o reino dos macacos. Tratou Emília, Narizinho, Visconde e Pedrinho como seus prisioneiros e os acusou por não terem passaportes (só que a Emília tem uma espécie de alfinete como passaporte). Trouxe um belo macaco como "marido" para a Narizinho, deu um descanso para o Visconde e condenou o Pedrinho a ser devorado pelas formigas antropófagas. Apareceu no episódio "No País das Fábulas", em 2001.
- Pássaro Roca: um terrível pássaro de rapina gigante. Quando Visconde amarrou uma rede nas pernas dele, o pássaro voou levando o sabugo. O Barão deu um tiro que fez o pássaro ficar tonto e derrubar o Visconde, que caiu no mar, morrendo. O pássaro Roca continuou vivo. Apareceu no episódio "No País das Fábulas", em 2001.
- Lobo Mau: um lobo feroz e glutão que queria comer o Rabicó em "Festa do Faz-de-Conta". Reapareceu em "O Picapau Amarelo" e "Histórias Diversas". Estes episódios foram em 2001 e 2002.
- Capitão Gancho: vilão das histórias de Peter Pan. Ele apareceu no episódio "O Picapau Amarelo" onde ele tentava tomar a posse do sítio, e nos episódios "Memórias de Emília" e "Peter Pan".
- Minotauro: monstro com corpo de homem e cabeça de boi. Ele sequestrou Tia Nastácia e a levou para a Ilha de Creta, aonde, ele a obrigava a fazer bolinhos de chuva para ele. Mas Tia Nastácia foi resgatada por Pedrinho, Emília e Visconde, e ele ficou preso no labirinto. Apareceu apenas no episódio "O Minotauro", em 2001.
- Mario Machado: é um ladrão que finge ser amigo das vítimas para roubar sua riqueza. Apareceu somente em "Memórias da Emília".
- Hera: esposa de Zeus. Ela está sempre, a qualquer custo, dificultar os doze trabalhos de Hércules. Apareceu somente no episódio "Os Doze Trabalhos de Hércules".
- Rei Euristeu: rei de Micenas. Ele sugere, a pedido de Hera, os doze trabalhos para Hércules. Apareceu somente em "Os Doze Trabalhos de Hércules".
- Nicolau: um atrapalhado empresário que quer destruir um casarão e transforma-lo num posto de gasolina. Apareceu em 2002, no episódio As Aventuras de Hans Staden
- Bicho Manjaléu: monstro sequestrador. Ele sequestrou a Rainha de Castela, e depois tenta sequestrar Narizinho. Mas ele devora os bolos de chuva da Tia Nastácia, e por fim a Cuca o faz desaparecer. E só foi aparecer em 2001.
- Espantalho: espantalho malvado. Ele é um espantalho que ganhou vida (devido ao feitiço), e começou a aprontar no sítio. No final, depois de incomodar a todos, ele apronta com a Cuca e ela o desencanta. Apareceu em 2001.
- Fabrício: empresário que estava poluindo o Ribeirão, e consequentemente o Reino das Águas Claras. Ele insiste em pensar que poluição é sinal de progresso. Graças a Emília, que, usando o faz de conta, mostrou-lhe como a poluição é prejudicial a todos, ordenou que fechassem o cano de despejo no ribeirão e aprendeu a não sujar a natureza.
- Nicanor e Bacamarte: são dois irmãos biopiratas medrosos, que ajudaram Miloca e Candoca a caçar o Louro João e o Quindim, durante o episódio O Chá das Senhoras e Senhoritas. Mas no final, eles são repreendidos pelo Barcellos, o seu tio que trabalha como guarda florestal.
- Wilbert Adams: se alto considera o maior peão do País. É o maior rival de Polidoro. É vaidoso, e fala algumas expressões em inglês, e ao mesmo tempo, ele os traduz aos telespectadores. Apareceu somente em 2003.
- Juca Branco: é o ajudante de Wilbert Adams. Apareceu somente em 2003.
- Coronel Timbó Jr.: um coronel conhecido de coronel Teodorico. Ele é mau, perverso, mal educado, e faz e tudo para comprar as terras de Dona Benta, a fim de construir uma estrada que liga até a sua fazenda. Apareceu somente em 2003.
- Cléo: filha do Coronel Timbó. Foge de casa e vai parar no Sítio, ela que salva Tia Nastácia das garras da Cuca com ajuda da Iara, Pedrinho ama ela. Só apareceu em 2003.
- Jajale: uma menina que quando bebê ficou na Amazônia já que tinha viajado com sua mãe que morreu lá mesmo. A turma do Sítio vai ajudá-la ela. Seu verdadeiro nome é Marina. Só apareceu em 2004.
- Mike Navalha: um bandido canalha que tenta raptar a indiazinha Jajale para chegar até o "El Dorado". Apareceu somente em 2004.
- Amorzinho: amante do PPA. Ela quer dar o golpe do baú, e assim, acaba se juntando ao Mike Navalha.
- Diana: vocalista da Banda Dance. É alvo de Elvira que quer tomar seu lugar. A Cuca e a Iara querem tomar sua voz. Só apareceu em 2004.
- Elvira: membro da Banda Dance. Ela faz de tudo para roubar o lugar da Diana. Apareceu somente em 2004.
- Geninho: marido da Elvira e diretor da Banda Dance. Ele ajuda sua esposa a roubar o lugar de Diana.
- Antera: bruxa portuguesa, inimiga de Isabel. Apareceu em 2004.
- Isabel: é a dama dos pés de cabra. A turma foi ajudá-la e ela veio para o Brasil. Só apareceu em 2004.
- Gênio: gênio da lâmpada de Aladdin, que queria escapar da garrafa. Apareceu em 2004.
- Conde Xis Parmesan: um bruxo louco e horrível que planeja se casar com Narizinho. Mas no final seus planos são arruinados por Peninha, o menino bruxo. Foi derrotado por Emília. Apareceu no episódio "O Menino Bruxo" em 2002.
- Morgana: é a presidente do "Sindicato das Bruxas, Monstros e Outras Criaturas Pavorosas", e mãe de Lua Cheia. Apareceu nos episódios "Convenção das Bruxas" e "Bruxa Mãe...Bruxa Filha" somente em 2002.
- Aranha secretária: é a secretária do sindicato das bruxas. Ela possui uma rivalidade com a Cuca.
- Bruxa Velha - Uma bruxa muito velha que é sócia do sindicato. Ela provavelmente é a bruxa da história de João e Maria. Apareceu em 2002.
- Capitão Barba Negra: é um pirata dos sete mares que está em busca do tesouro de Long John Silver. Apareceu em 2002.
- Morgana Le Fay: meia-irmã de Arthur. Ela deseja se vingar dos cavaleiros da távola redonda. Apareceu em 2003.
- Mordreu (Mordred): é o cavaleiro ajudante de sua leal mestra Morgana Le Fay. Ele é um cavaleiro que joga sujo.
- Romãozinho: um menino folclórico que apareceu no episódio O Anjinho da Asa Quebrada, em 2007. Tornou-se amigo do anjinho, e o fez pensar que o sítio só queria explorá-lo, mas a verdade apareceu, e mesmo assim o anjinho o perdoou. Ele roubou as flechas do cupido e armou muita confusão no Arraial, mas no final foi capturado pela turma do Sítio. Quis raptar Tia Nastácia e já fez o Saci ser seu escravo ao lhe tirar a carapuça, mas nunca conseguiu terminar tudo isso. Cuca e Tutu Marambá o raptaram e descobriram seu maior medo: o abandono dos pais. No final, ele se arrepende das maldades e vai junto com o anjinho ao céu para uma escola de anjos.